# Голятинка
Голя́тинка — річка в Українських Карпатах, у межах Хустського району Закарпатської області. Права притока Ріки (басейн Дунаю).

## Опис
Довжина 20 км, площа басейну 91 км². Похил річки 31 м/км. Річка типово гірська. Долина глибока і вузька, переважно V-подібна. Річище слабозвивисте. На лівій притоці, струмку Рудавець, розташований водоспад Рудавець (6 м).

## Розташування
Голятинка бере початок на північний схід від села Новоселиця, на південних схилах Вододільного хребта. Тече спершу переважно на південний захід і південь, у пониззі — на південний схід. Впадає до Ріки неподалік від південної околиці села Майдан.

## Населені пункти
Над річкою розташовані села: Новоселиця, Голятин, Майдан.